# أنطون كوستادينوف
أنطون كوستادينوف (بالبلغارية: Антон Костадинов)‏ هو لاعب كرة قدم بلغاري في مركز الوسط، ولد في 24 يونيو 1982 في بلاغويفغراد في بلغاريا. لعب مع فيهرين ساندانسكي وليفسكي صوفيا ونادي سبارتاك فارنا.

## وصلات خارجية
- أنطون كوستادينوف على موقع قاعدة بيانات كرة القدم.إي يو (الإنجليزية)
- أنطون كوستادينوف على موقع Soccerway.com (الإنجليزية)